# Vaiea
Vaiea ist einer der vierzehn Orte auf der Insel Niue. Die Insel ist seit 1974 durch einen Assoziierungsvertrag mit Neuseeland verbunden. Bei der Volkszählung 2017 zählte man in Vaiea 115 Einwohner.

## Geografie
Das Dorf befindet sich im Süden der Insel Niue im historischen Gebiet Tafiti und umfasst ein Gebiet von 5,40 km². Im Süden verfügt der Ort über einen Meereszugang. Im Osten grenzt es an Hakupu und im Nordwesten an Avatele. Durch das Dorf führt die Avatele – Vaiea Road.
Nördlich des Dorfes befinden sich der Tavala-Bogen, eine sehr tiefe Höhlenformation, und der Matapa-Abgrund, ein kleiner Kanal, der zum Meer hinunterführt.